# Ga Cây Cầy
Ga Cây Cầy là một nhà ga xe lửa tại xã Suối Hiệp, huyện Diên Khánh, tỉnh Khánh Hòa. Nhà ga là một điểm trên tuyến đường sắt Bắc Nam tiếp nối sau ga Nha Trang và trước ga Hòa Tân. Lý trình ga: Km 1329 + 500.